# 奧斯特里基夫卡
47°15′19″N 35°53′48″E / 47.25528°N 35.89667°E
奧斯特里基夫卡（烏克蘭語：Остриківка）是位於烏克蘭東南部的村莊，由扎波羅熱州波洛希區的托克馬克市鎮負責管轄。該村分別距離特魯多韋1公里和斯尼胡里夫卡1.5公里，始建於1842年，面積3,293平方公里，2001年人口995，人口密度每平方公里0.3人。